# 玛依拉变奏曲
《玛依拉变奏曲》是一首改编自哈萨克族民歌《玛依拉》的歌曲，由胡廷江作曲，常思思演唱，该歌曲还在三届青歌赛上演出过，而后还出现了大量的改编、翻唱。